# Kamienica przy ulicy Kiełbaśniczej 6 we Wrocławiu
Kamienica przy ulicy Kiełbaśniczej 6 – zabytkowa narożna kamienica o średniowiecznym rodowodzie znajdująca się przy ul. Kiełbaśniczej 6 we Wrocławiu.  

## Historia kamienicy
Zabudowa murowana zastępująca zabudowę drewnianą na posesji nr 6 pojawiła się na początku XIV wieku. Wówczas była to trzykondygnacyjna kamienica szczytowa wzniesiona na planie prostokąta z wolnym wjazdem na posesję obok budynku. W połowie XIV wieku budynek uległ spłyceniu i został przebudowany na kamienicę z przejazdem nakrytym kolebką, prawdopodobnie w wyniku nadbudowy piętra. Budynek był dwuskrzydłowy i zagłębiony w ziemi do połowy wysokości.  
Kolejne przebudowy budynku miały miejsce w połowie XVI wieku; z tego okresu pochodzą renesansowe fasciowe opaski dwóch okien znajdujących się na parterze, w 1602 roku kiedy to na parterze umieszczono dwa portale o motywie naprzemiennych kwadratowych i prostokątnych kwadr. W tym samym roku przykryto sklepieniami pomieszczenia piwniczne. Kolejna przebudowa miała miejsce w XVIII wieku. W jej wyniku fasada kamienicy otrzymała trzykondygnacyjny szczy z trójkątnym tympanonem ujętym w spływy.

## Po 1945 roku
Budynek został wyremontowany w latach 1986-1988 roku. Obecnie jest to trzykondygnacyjna kamienica z dwukondygnacyjnym szczytem i z pięcioosiową fasadą. Największą wartość architektoniczną stanowią wnętrza budynku, które zachowały swój wczesny układ mieszkania mieszczańskiego wraz z zachowanymi reliktami średniowiecznej zabudowy mieszkalnej. W oficynie kamienicy zachowały się sklepienia wnętrza, ozdobna kamieniarka okienna oraz jedyna we Wrocławiu gotycka klatka schodowa.